# Pitcairnia schiedeana
Pitcairnia schiedeana är en gräsväxtart som beskrevs av John Gilbert Baker. Pitcairnia schiedeana ingår i släktet Pitcairnia och familjen Bromeliaceae. Inga underarter finns listade i Catalogue of Life.